# Birte Frenssen
Birte Frenssen (* 1. Juni 1967 in Husum) ist eine deutsche Kunsthistorikerin. Sie ist seit 1999 wissenschaftliche Mitarbeiterin und Kuratorin, seit 2001 stellvertretende Direktorin des Pommerschen Landesmuseums in Greifswald. Zu ihren Arbeits- und Forschungsschwerpunkten gehört die Malerei der Romantik, insbesondere die Werke Caspar David Friedrichs.

## Beruflicher Werdegang
Nach dem Abschluss der schulischen Ausbildung studierte Birte Frenssen in Göttingen und Köln Kunstgeschichte, Mittlere und Neue Geschichte sowie Archäologie. Im Jahr 1995 wurde sie mit einer Arbeit zum Thema Des großen Alexanders weltliches Königsscepter mit des Apelles Pinsel vereinigt. Ikonographische Studien zur Künstler/Herrscher-Darstellung promoviert. In Köln arbeitete sie beim Museumsdienst der Stadt und in einer Galerie für zeitgenössische Kunst. Darüber hinaus gestaltete sie unter anderem Kindermode und entwarf Kartenspiele.
Während ihrer wissenschaftlichen Assistenzzeit war Frenssen in Berlin als Bildredakteurin im Archiv Kunst und Geschichte und an der Hamburger Kunsthalle tätig. In Hamburg begann ihre wissenschaftliche Forschung an Gemälden der Romantiker. Seit 1999 ist Birte Frenssen als wissenschaftliche Mitarbeiterin und Kuratorin im Pommerschen Landesmuseum, seit 2001 als stellvertretende Direktorin tätig.
Im Pommerschen Landesmuseum kuratierte Frenssen zahlreiche Sonderausstellungen des Museums, wie Lyonel Feininger – Vom Sujet zum Bild (2007),, Die Geburt der Romantik (2010), Zwei Männer - ein Meer (2015), Die Dänen! Schenkung Christoph Müller (2018) sowie den dreiteiligen Ausstellungszyklus Lebenslinien, Sehnsuchtsorte, Heimatstadt, die im Pommerschen Landesmuseum anlässlich des 250. Geburtstages des in Greifswald geborenen Künstlers Caspar David Friedrich gezeigt wurde.
Durch Frenssens fast zehnjährigen Einsatz ist es gelungen, Friedrichs bekanntestes Gemälde Kreidefelsen auf Rügen (1818) im Rahmen der Sonderausstellung Sehnsuchtsorte 2024 erstmals in Greifswald zeigen zu können. Das Gemälde befindet sich im Besitz der Sammlung Kunst Museum Winterthur – Reinhart am Stadtgarten. Der Stifter Oskar Reinhart hatte verfügt, dass das Gemälde nicht ausgeliehen werden darf. Nur durch beharrliche, vertrauensstiftende Verhandlungen, gelang es, die für die Ausstellung außerordentlich wichtige Leihgabe zu realisieren.
Birte Frenssen gilt als ausgewiesene Expertin für den Grafiker und Maler Caspar David Friedrich. Sie verfasste die Texte für zahlreiche Ausstellungskataloge und für Exponate des Virtuellen Landesmuseums Mecklenburg-Vorpommerns. In Forschungsprojekten, wie der Theoria-Forschungsgruppe befasst sie sich im Rahmen des Projektes Die Malerei der Romantik in Nordeuropa in ihren transkulturellen Bezügen und Rezeptionen mit dem überregionalen Austausch zwischen den Künstlern sowie der Rezeption der Romantik bis in die Gegenwart. Als ein Ergebnis des Forschungsvorhabens soll ein zweibändiger Bestandskatalog der Gemälde und Zeichnungen dänischer Künstler, die von Christoph Müller 2016 dem Land Mecklenburg-Vorpommern geschenkt wurden, erarbeitet werden.
Ehrenamtlich unterstützt Birte Frenssen die evangelische Kirchengemeinde St. Nikolai Greifswald als Chorsängerin, Mitglied der Dombaugruppe und als kunsthistorische Beraterin. Durch ihr persönliches Engagement und ihre beharrliche Fürsprache gelang es ihr als Mitglied der Auswahljury, Ólafur Elíasson für die romantische Neugestaltung des Ostfensters im Dom St. Nikolai zu gewinnen, welches anlässlich des Jubiläums zum 250. Geburtstag Caspar David Friedrichs 2024 eingeweiht wurde.
Für ihr langjähriges Engagement um die Etablierung der Gemäldegalerie am Pommerschen Landesmuseum zu einem Zentrum der Romantik und ihre Forschung zu Caspar David Friedrich wurde Frenssen 2023 mit der Ehrennadel für besondere Verdienste für das Gemeinwohl im Urlaubsland Mecklenburg-Vorpommern und 2024 mit der höchsten Ehrung der Stadt Greifswald, der Rubenow-Medaille, ausgezeichnet.
Birte Frenssen ist mit dem Kirchenmusiker Frank Dittmer verheiratet.

## Veröffentlichungen (Auswahl)
- Des großen Alexanders weltliches Königsscepter mit des Apelles Pinsel vereinigt. Ikonographische Studien zur Künstler/Herrscher-Darstellung, Dissertation Universität Köln, 1995
- Max Liebermann - Der Realist und die Phantasie; [Katalog zur Ausstellung Max Liebermann - Der Realist und die Phantasie; Hamburger Kunsthalle: vom 7. November 1997 bis zum 25. Januar 1998, Städelsches Kunstinstitut, Frankfurt am Main: vom 11. Februar 1998 bis zum 12. April 1998, Museum der Bildenden Künste, Leipzig: vom 29. April 1998 bis zum 28. Juni 1998] Hamburg 1998, 271 S. (mit Jenns E. Howoldt)
- Von Stutzern, Philosophen und Kesselflickern: Malerei des Barock in Hamburg; [anlässlich der Ausstellung von 17. Juli bis 18. Oktober 1998 in der Hamburger Kunsthalle]  Hamburg 1998, 63 S.
- Rosemarie Trockel: Werkgruppen 1986 - 1998; Köln, Brüssel, Paris, Wien I, Wien II, Opladen, Schwerte, Düren, Hamburg; Hamburger Kunsthalle, Staatsgalerie Stuttgart; [Katalog zur Ausstellung Rosemarie Trockel. Werkgruppen 1986 - 1998 in der  Hamburger Kunsthalle, 4. September 1998 bis 15. November 1998; M.A.C Galeries Contemporaines des Musées de Marseille, 25. Juni bis 3. Oktober 1999] Hamburg 1998, 127 S.
- Gemäldegalerie des Pommerschen Landesmuseums, Galerieführer, Stiftung Pommersches Landesmuseum, Greifswald 2000, 192S.
- Gustav Wimmer, Ars Pomeraniae, Szczecin 2003, dt-poln, 191 S. (mit Maria Łopuch, Uwe Haupenthal)
- Der Croy-Teppich, gewirkte pommersche Geschichte, Heidelberg 2004, 5 S.
- Caspar David Friedrich:  Zum Licht hinaufsteigende Frau. Pommersches Landesmuseum Greifswald 2005, 46 S.
- Schauend lauschen: Herbert Wegehaupt zum 100. Geburtstag; [aus Anlass der gleichnamigen Ausstellung vom 17. September 2005 bis 8. Januar 2006 im Pommerschen Landesmuseum, Greifswald und vom 12. Mai bis 22. Juli 2007 im Staatlichen Museum Schwerin - Schloss Güstrow], Stiftung Pommersches Landesmuseum Greifswald, Greifswald 2007, 87 S.
- Die Geburt der Romantik: Friedrich. Runge. Klinkowström. [Anlässlich der Ausstellung Die Geburt der Romantik. Friedrich. Runge. Klinkowström, Pommersches Landesmuseum Greifswald], Greifswald 2010. (mit Uwe Schröder)
- Das Gemälde Neubrandenburg von Caspar David Friedrich. Deutung und kunsttechnologische Beobachtungen. Verband der Restauratoren, Heft 1/2010, S. 36–61 (mit Ingo Timm)
- Carl Gustav Carus, Ruine Eldena mit Hütte im Mondschein, Pommersches Landesmuseum, Greifswald 2011, 40 S. (mit Uwe Schröder)
- Johan Christian Dahl: Swinemünde bei Mondschein, Greifswald 2012, 36 S. (mit Klaus Haese)
- Mac Zimmermann Surreal. [Anlässlich der Ausstellung „Mac Zimmermann – Surreal“, Pommersches Landesmuseum, Greifswald, 15. April bis 5. August 2012; Nationalmuseum Stettin, 6. September bis 2. Dezember 2012], Publikationen der Stiftung Pommersches Landesmuseum, Greifswald 2012, 137 S.
- Natürlich romantisch! Caspar David Friedrich & Freunde in Mecklenburg-Vorpommern. 2013, 139 S.
- Zwei Männer - ein Meer: Pechstein und Schmidt-Rottluff an der Ostsee, Greifswald 2015, 156 S.
- Iris Vitzthum, Greifswald 2014,  55 S.
- Nordlichter: 150 Jahre dänische Kunst: Schenkung Christoph Müller, Universität Greifswald, 2021, 439 S., (mit Nico Anklam, Christel Bair, Kilian Heck)
- Problematische Thesen von Detlef Stapf zu Caspar David Friedrich, arthistoricum.net, Heidelberg 2023, (mit Johannes Grave, Kilian Heck, Florian Illies, Johannes Rößler, Christian Scholl)
- 1818: Caspar David Friedrich mit Caroline in Greifswald. Grafic Novel, Sandstein-Verlag, Dresden 2024, 36 S. (mit Maiken Albert)